# 玩具絵
玩具絵（おもちゃえ）は、江戸時代から明治時代に描かれた浮世絵様式のひとつ。子供が玩具として遊んだり、絵本として鑑賞したりするために描かれた浮世絵版画（錦絵）を指す。江戸時代には手遊び絵と呼ばれた。

## 概要
江戸時代から明治時代にかけて、子供向けの絵本や図鑑、メンコなど切り抜いて遊ぶ玩具、ゲームといった類の浮世絵が種々作られ、この時期の児童文化の向上に大きく貢献した。遊びに使うもの、教訓的なもの、凧絵や細工絵など、その内容も多種多様なものがあり、着せ替え絵、姉様絵、両面絵、折りたたみ絵、擬人絵、組上絵、尽くし絵、双六絵（絵双六）、かるた絵、影絵、目付絵などが例として挙げられる。江戸時代には「手遊び絵」と呼ばれており、玩具絵は「おもちゃ」という言葉が生まれた明治以降の名称である。
寛政・享和期に、鍬形蕙斎、葛飾北斎らが盛んに描き、遅れて文化期には歌川国長や歌川豊久などがこの分野で活躍、幕末になると歌川国芳、歌川国利、歌川国梅、落合芳幾、長谷川貞信らが手掛けている。特に幕末から明治期に活躍した歌川芳藤は、玩具絵作者として著名である。

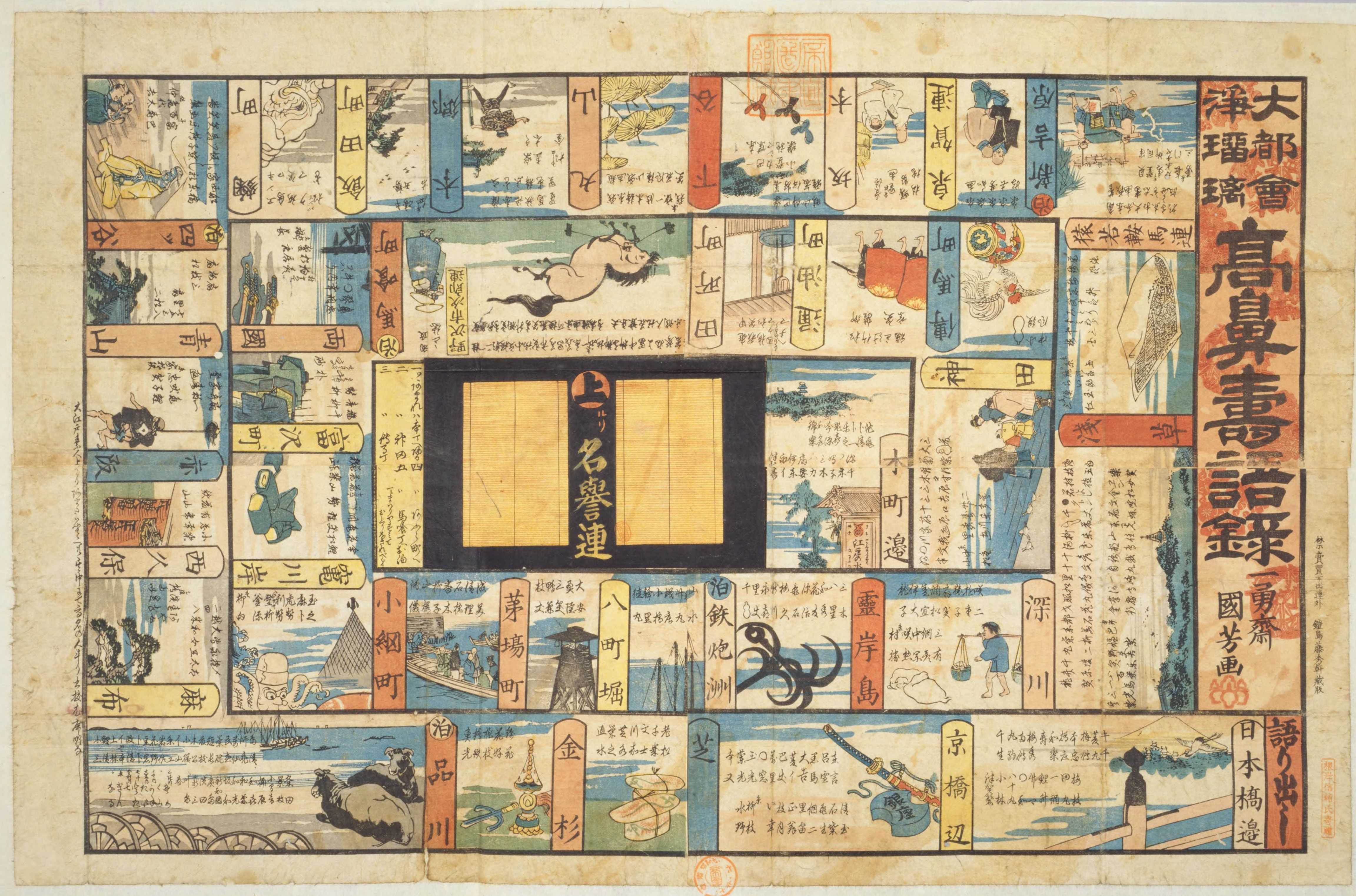
歌川国芳「大都会浄瑠璃高鼻寿語録」
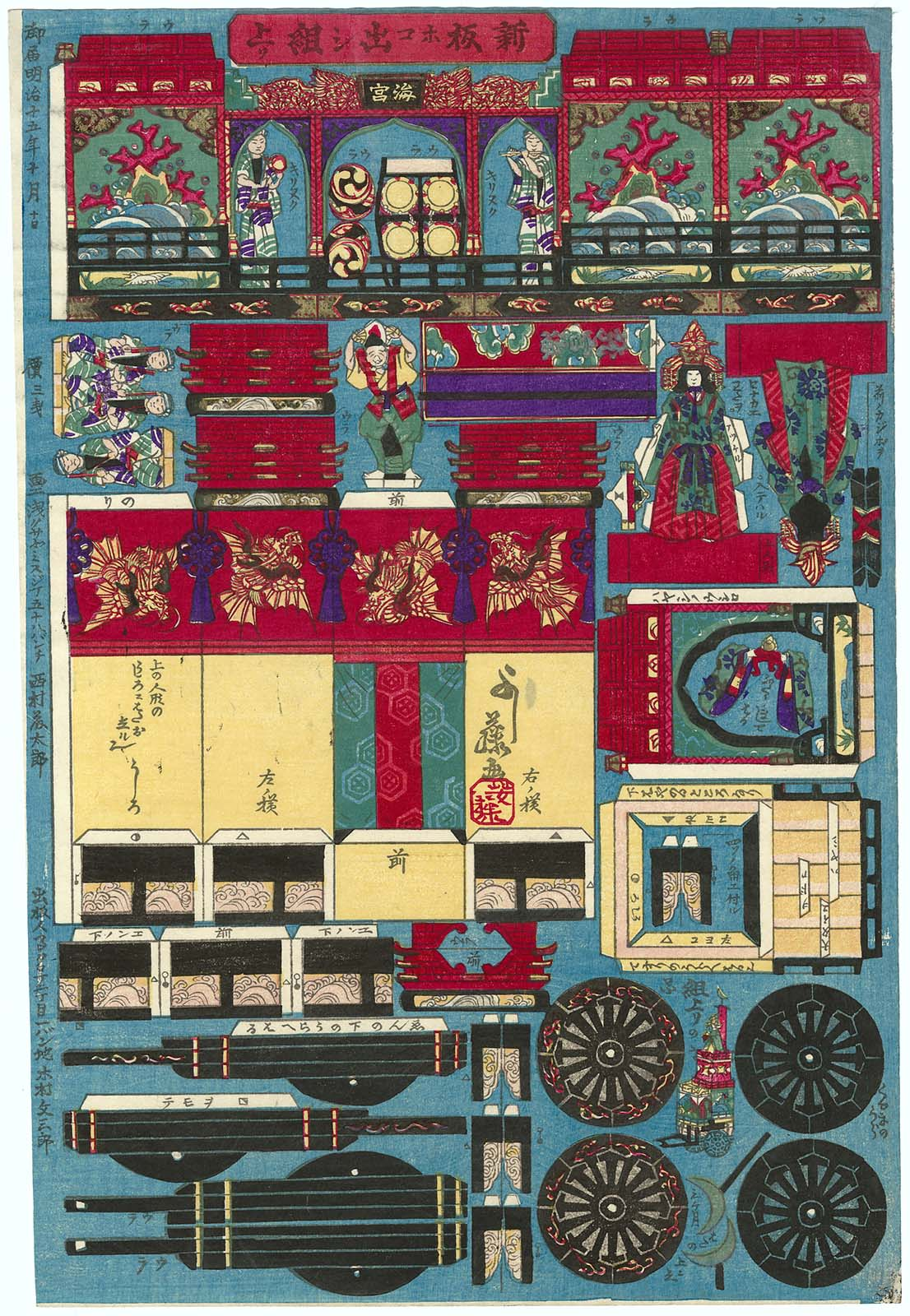
歌川芳藤 立版古「新板ホコ出シ組上り」
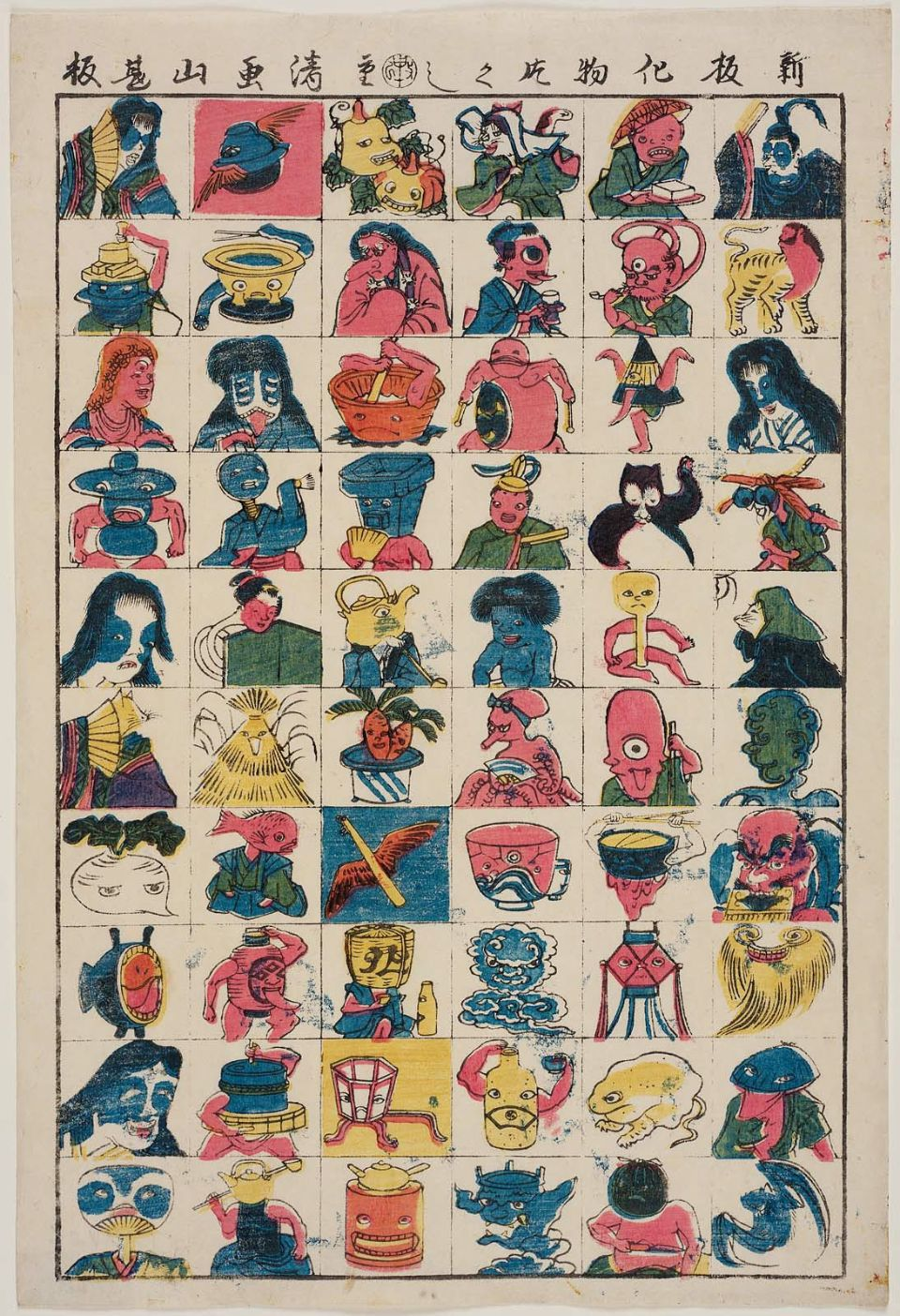
歌川重清「新版化け物尽くし」
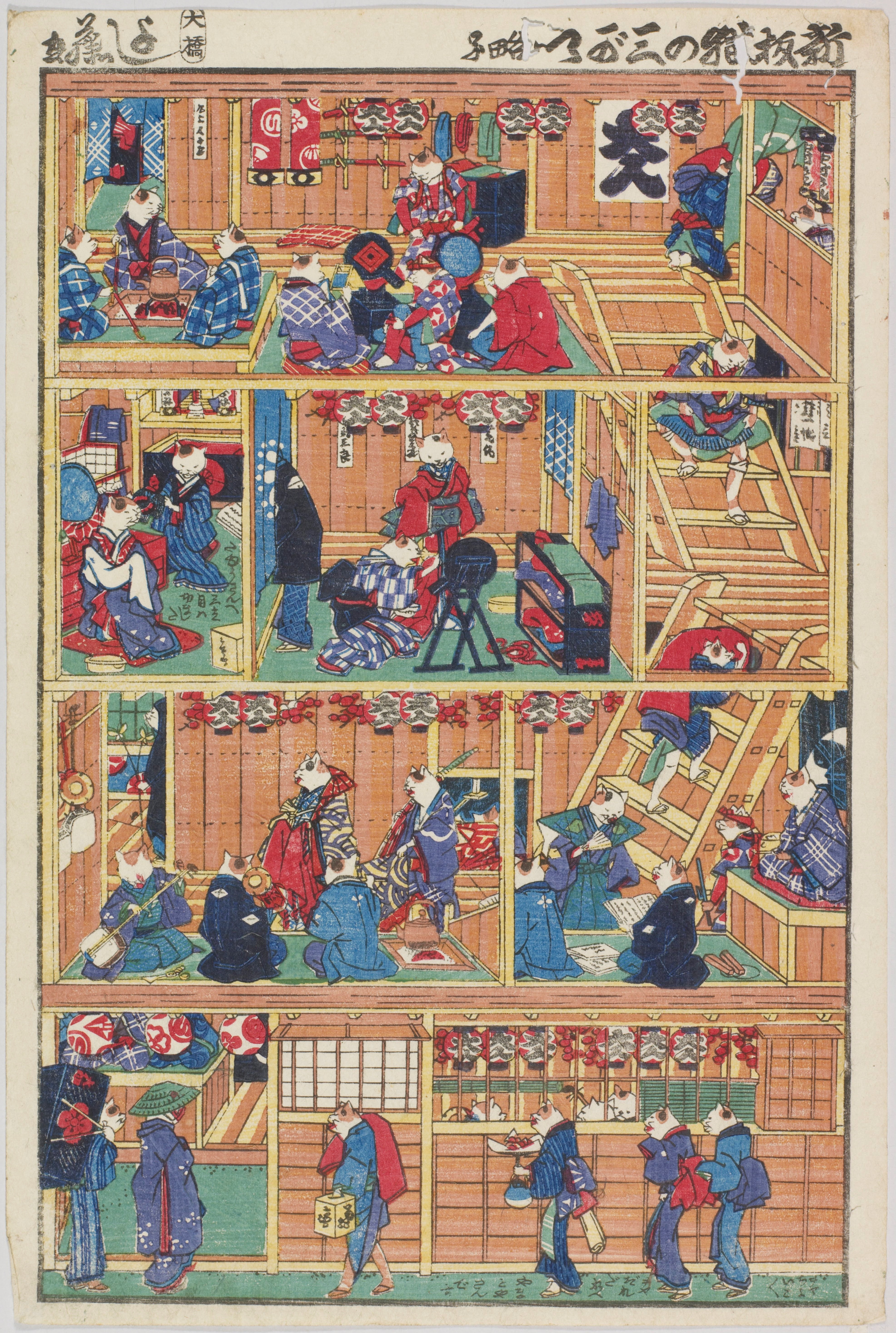
歌川芳藤「新板猫の三がい略図」
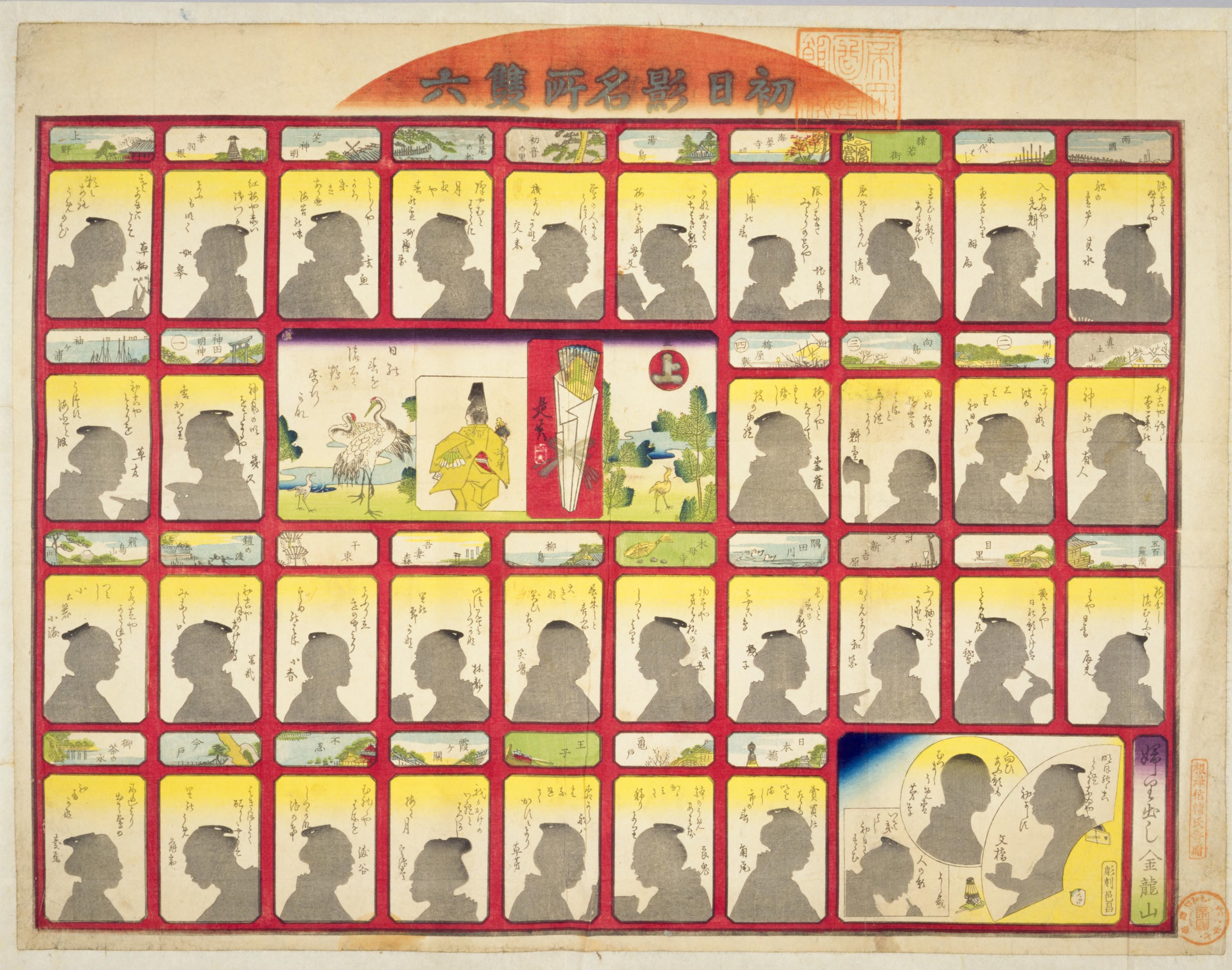
柴田是真「初日影名所双六」
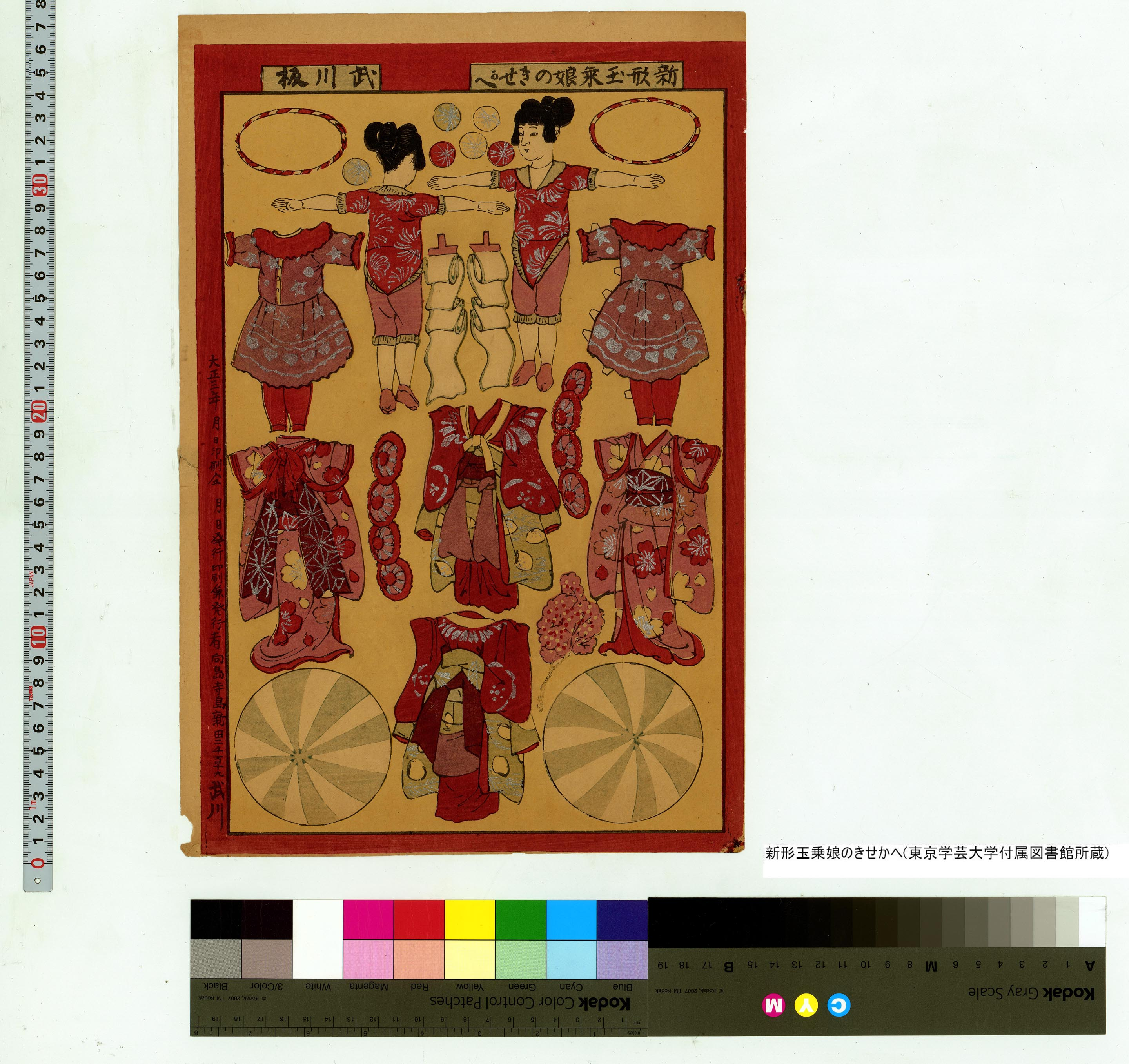
新形玉乗娘のきせかへ
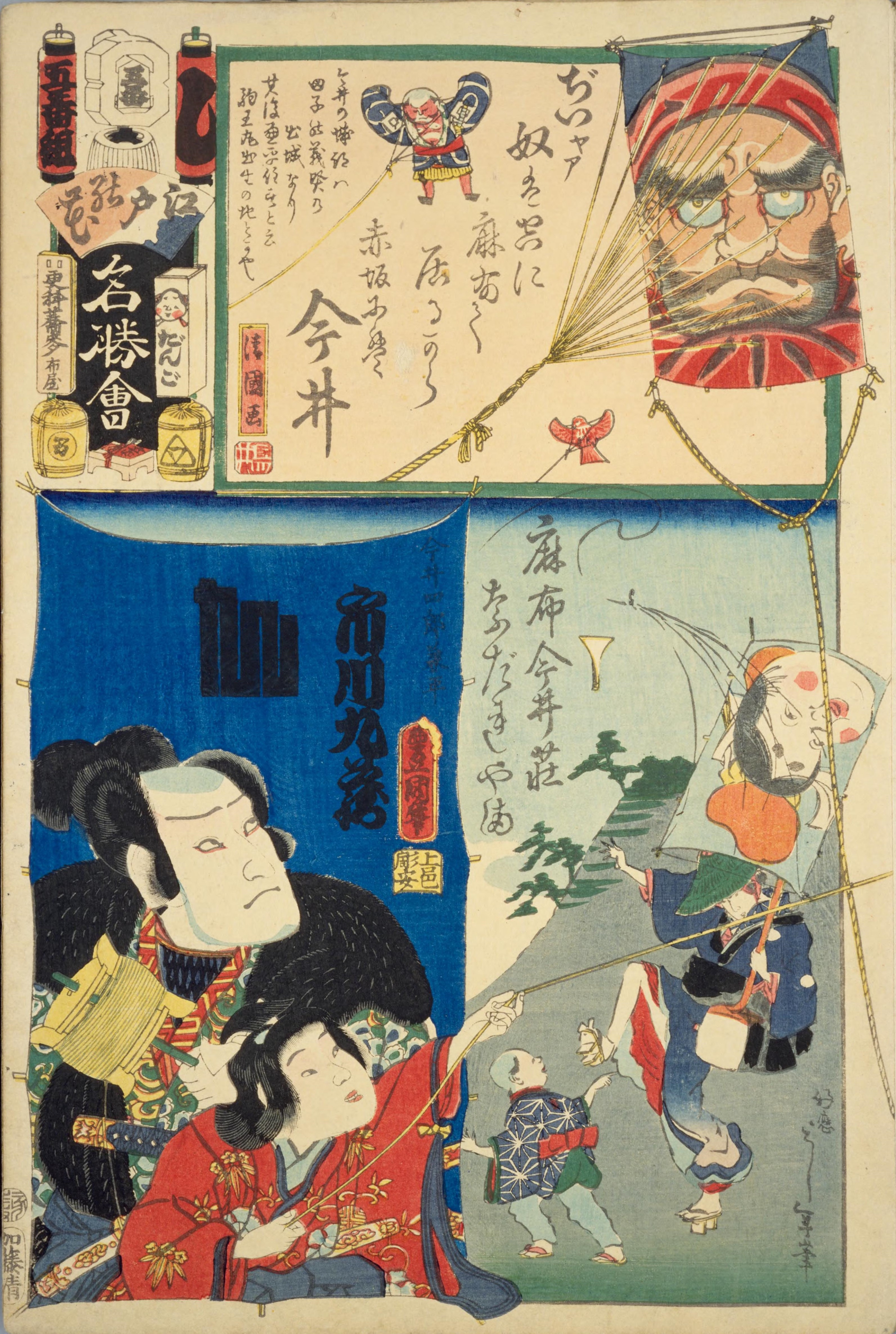
『江戸の花名勝会』 し 五番組 市川九蔵／麻布今井荘／今井 - 歌川国貞、月岡芳年、鳥居清国

着せ替え絵は美人画の着物や役者絵の髪の部分の替えられるようにして着せ替え人形のようにして遊ぶものである。玩具絵の中で最もよく知られているのは、双六絵であろう。この頃の双六絵は単に子供のためのものではなく、かなり広く啓蒙、案内的な作品も兼ねて明治期に至るまで多く作られていた。例として、「五十三次双六」、「十界双六」、「鉄道双六」などが挙げられる。東京学芸大学附属図書館には歌川広重らの貴重な双六絵のコレクション186点が所蔵されている。例として、豊原国周の「新版劇場當双六」、永島春暁の「太閣記高名壽語録」などが挙げられる。また、組上絵とは、起こし絵、組立絵、切組灯籠絵（組立灯籠絵）、立て版古とも呼ばれており、芝居の舞台、風景、建築を摺ったものを切り抜いて立体的に組立てるようにしたものを指す。これを灯籠の中に入れて灯りをともして見るようにしていた。これは上方から始まったもので、後に江戸にも流行し、歌川豊久、歌川国長、歌川芳藤らの作品が多くみられる。目付絵とは、例えば、何人もの役者の顔を枡形に区切った一枚のなかに描き、そのどれかに目をつけさせるものである。当てる方は、その右、左などと質問を繰り返して、最終的にはその絵を当てるというものであった。その他に、輪郭を示しておいて、それによって湧いたイメージを当てはめて描く嵌め絵なども一種の遊びとして、寛政から文化文政にかけて流行した。姉様絵とは、家族男女の様々な風俗の立姿が並列して描いてあるもので、これを切り抜いて人形遊びをする。

## 作品
- 「いろはたとえ辻占いかるた」 大判 3代歌川豊国 国立国会図書館所蔵 団仙堂版
- 「新版鳥つくし」 大判 落合芳幾 嘉永5年 国立国会図書館所蔵 辻岡屋文助版
- 「新版凧つくし」 大判 歌川芳艶 安政4年 国立国会図書館所蔵 辻岡屋文助版 ※凧に描かれた纒9種類を描く